# Sorgente Brentella
La Sorgente Brentella è una risorgiva che si trova nel comune di Caldiero.

## La vasca termale

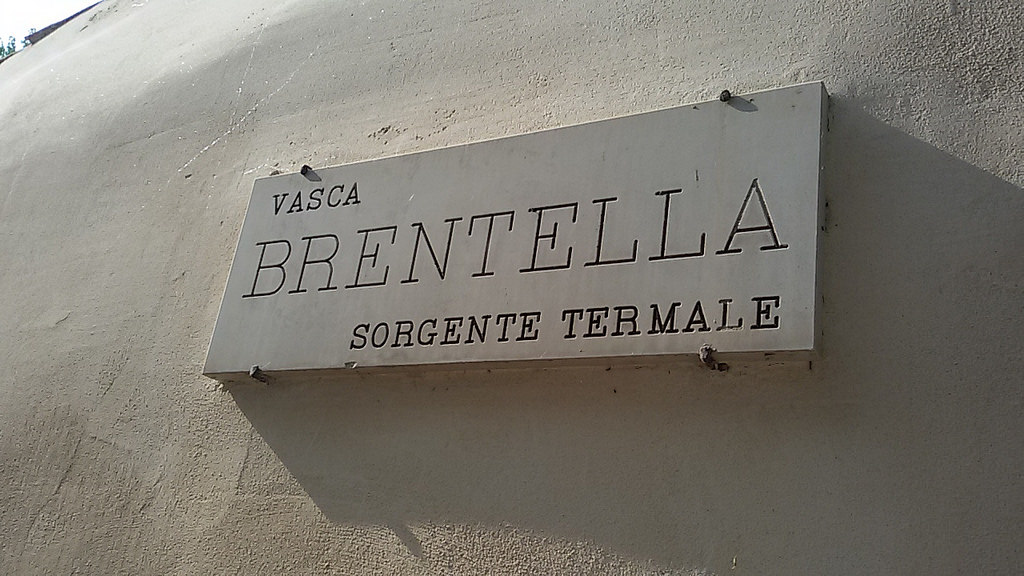
Iscrizione Vasca Brentella alle terme di Giunone Caldiero

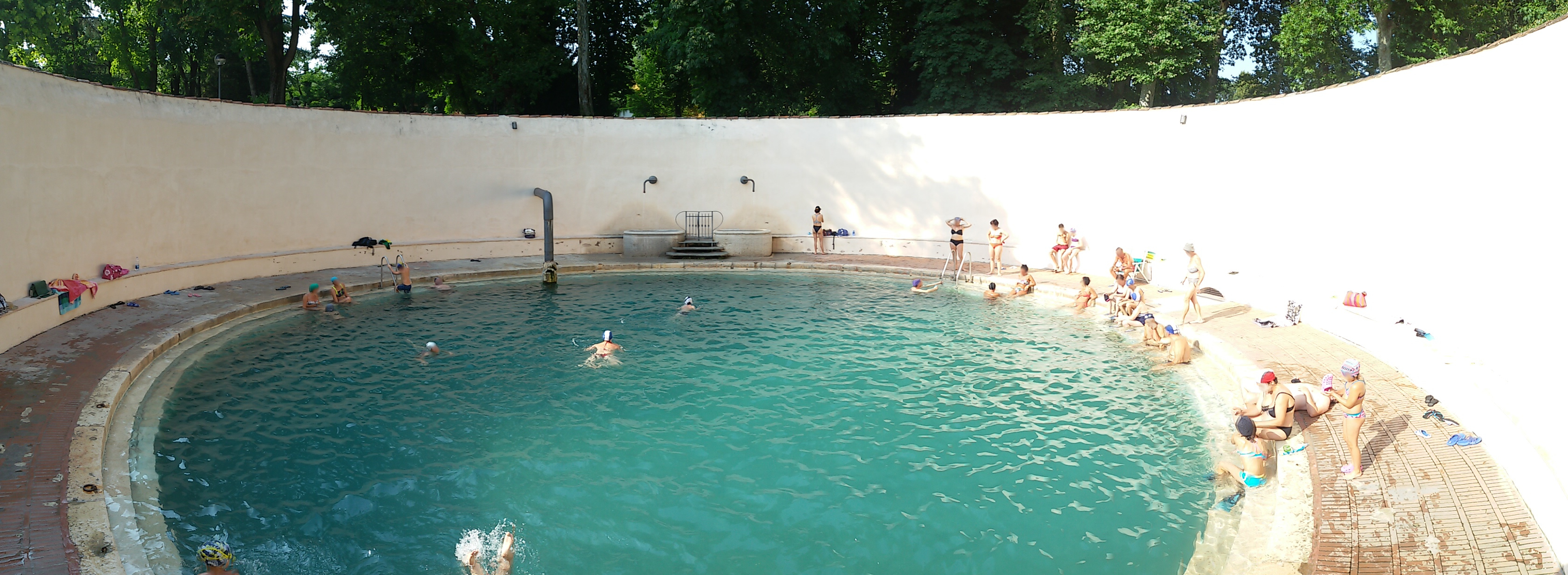
La vasca della Brentella di origine romana

La sorgente, tramite alcune polle, sgorga a 27 °C a pH: 7,4 con una portata di 5 lt/s alimenta la vasca termale detta Brentella perfettamente circolare dal diametro di 16,60 m. e profonda 2,20 m.
La vasca termale rappresenta una delle poche testimonianze di terme rinascimentali. Circondata da un muro di cinta di circa 4 m di altezza, alcuni gradini in marmo circondano l'intero perimetro della vasca e ne facilitano l'ingresso
Assieme alle sorgenti Cavalla (25 °C), che alimentano una vasca nelle immediate vicinanze, formano il complesso termale di Caldiero.

## Storia
La presenza dell'uomo è testimoniata nel vicino monte Rocca già dall'Età del Bronzo con ritrovamenti fin dal XIV secolo a.C.

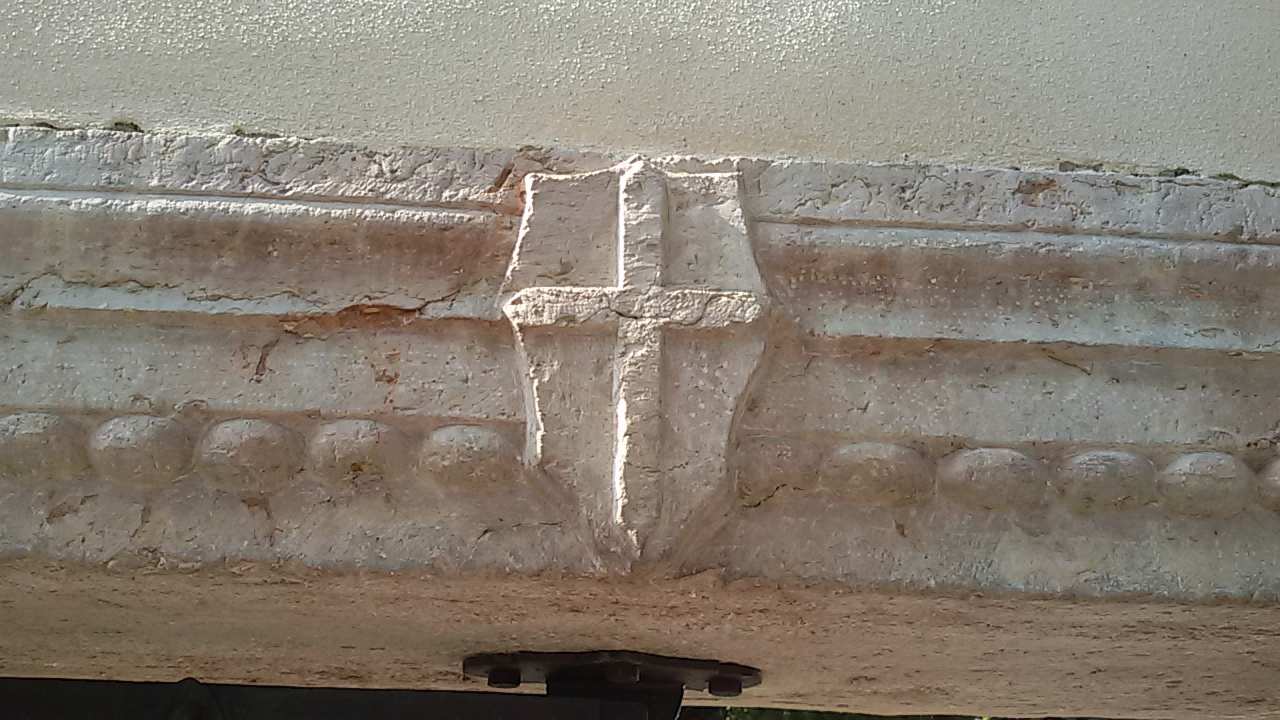
Stemma del comune di Verona all'ingresso della Sorgente termale Brentella

Nota già dai tempi dei romani: Calidarium (nome originario del Paese) offriva le calde terme identificate in quelle di Giunone, un'epigrafe attesterebbe la presenza di un tempio dedicato alla dea della fecondità fatto costruire dal console Sesto Petronio Probo. Ritrovamenti di suppellettili romane nelle vasche (una pinzetta di rame ed un cucchiaio di bronzo) testimoniano l'utilizzo delle acque termali già dal I secolo d.C.
Solo nel XV secolo con la dominazione Veneziana si attestano i primi documenti dell'uso terapeutico delle acque di Caldiero.
Nel 1537 vennero completati i lavori che ancora oggi ne danno l'aspetto, la cinta muraria che circonda la vasca e cinque gradini di marmo che la circondano.
Nel 1851 ulteriori lavori di manutenzione hanno rimosso l'anello inferiore dei gradini, nel 1909 è stato perforato il fondo della vasca per realizzare un pozzo che alimenta in parte la vicina vasca Cavalla. Fino agli anni '80 la fonte era dotata di una serie di spogliatoi interni, costruiti sul camminamento ai bordi della vasca, demoliti nel corso di un ultimo restauro per restituire l'aspetto originale all'opera.